# سيد العربي

سيد العربي (ممثل)

سيد العربي ممثل مصرى  بدأ مشواره الفني في الخمسينيات وأدى أدواراً ثانوية في أفلام السينما ومسلسلات الإذاعة والتليفزيون، ونظراً لبنيانه القوي فقد أدى أدوار الفتوه والعسكرى والمخبر وعضو العصابة. عمل كدوبلير للفنان فريد شوقي  في كثير من أفلام الحركة والمشاهد الخطرة نظرا للتشابه الكبير بينهما في الملامح والبنيان الجسدي. شارك في 136 عملاً في مجالات التمثيل كان آخرها فيلم «عيش الغراب» للمخرج سمير سيف عام 1997.

## أهم أفلامه
- ! 1963:  شباب طائش

فيلم «أقوى الرجال» للمخرج أحمد السبعاوي عام 1993
- مسلسل «أخو البنات» (من 17 حلقة) للمخرج محمد فاضل (مخرج) عام 1984[8]
- مسلسل «الأيام» (من 13 حلقة) للمخرج يحيى العلمي عام 1979[9]
- فيلم «الكداب» للمخرج صلاح أبو سيف عام 1975[10]
- فيلم «شيطان الصحراء» للمخرج يوسف شاهين عام 1954[11]